# Kayes (regio)
Kayes is de meest westelijke van de regio's van Mali. Er wonen ongeveer anderhalf miljoen mensen op een gebied van 120.000 vierkante kilometer. De hoofdstad van de regio heet tevens Kayes.
Intern grenst Kayes enkel aan de regio Koulikoro in het oosten. Verder grenst de regio aan de buurlanden Mauritanië in het noorden, Senegal in het westen en Guinea in het zuiden.
In het zuiden heeft Kayes een nat tropisch klimaat terwijl het in het noorden een Sahelklimaat heeft. Tussen de twee in ligt een gebied dat Soedan heet.
In de regio liggen het Nationaal Park van Bafing en het Nationaal Park Boucle du Baoulé. In het zuiden ligt het Manantalimeer en de regio wordt doorkruist door verschillende rivieren waaronder de Sénégal.
Kayes was in de 19de eeuw de oorsprong van het Koninkrijk Khasso. De hoofdstad Kayes is een stopplaats van de spoorlijn Dakar - Niger die in 1904 werd geopend.

## Cercles
| Kayes is onderverdeeld in zeven cercles: - Bafoulabé - Diéma - Kayes - Kéniéba - Kita - Nioro du Sahel - Yélimané |

hoofdstedelijk district Bamako · Gao · Kayes · Kidal · Koulikoro · Ménaka · Mopti · Ségou · Sikasso · Taoudénit · Timboektoe